# Hutt Valley

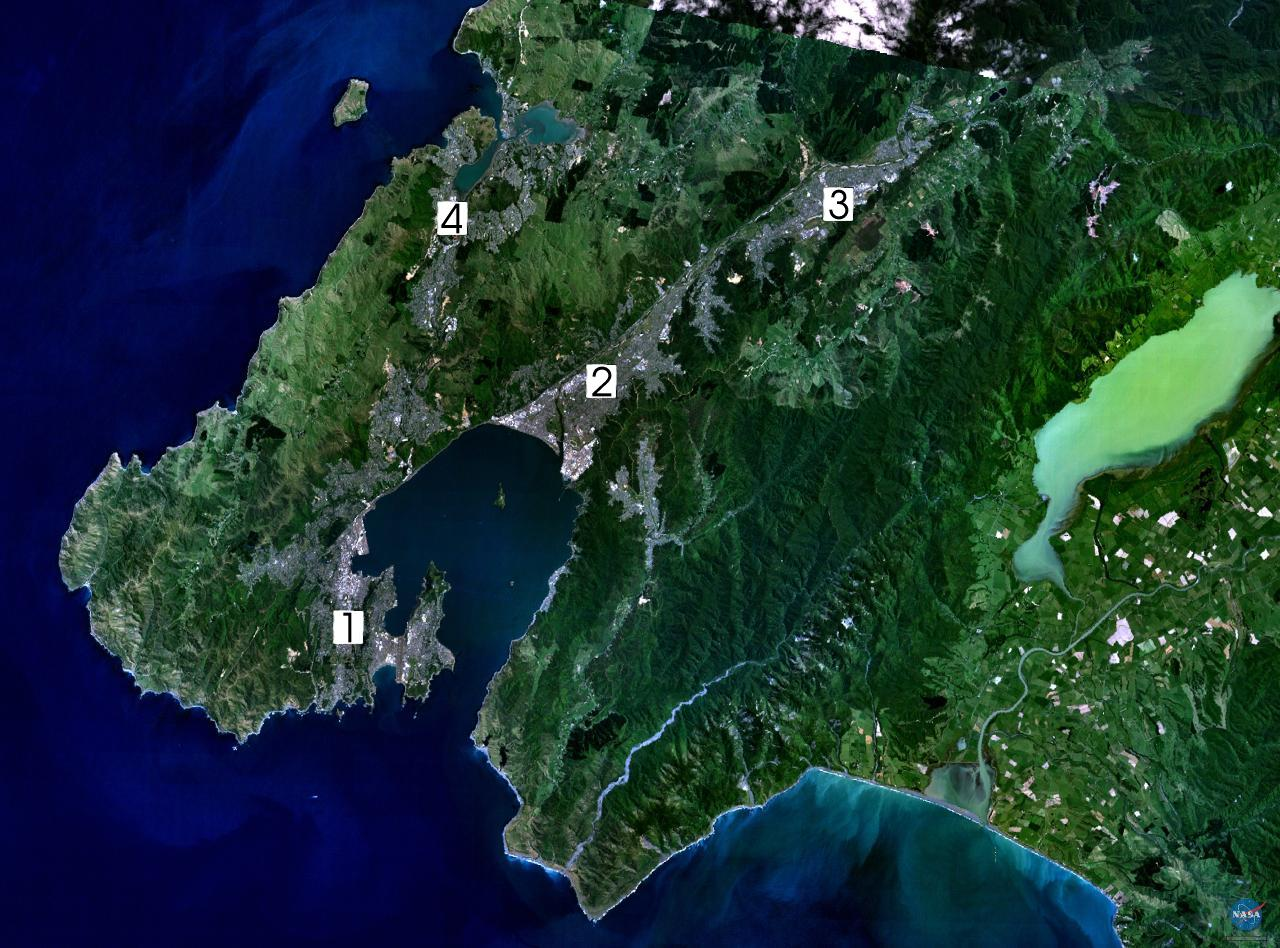
Das Hutt Valley mit Lower und Upper Hutt ist in diesem Satellitenbild der Region Wellington als 2 and 3 markiert. 1 ist Wellington, 4 ist Porirua

Das Hutt Valley (Hutt-Tal) ist das Flusstal des Te Awa Kairangi / Hutt River in der Region Wellington in Neuseeland.
Weil das Hutt Valley vergleichsweise eben ist, ist es heute praktisch vollständig besiedelt. Im Hutt Valley liegen im Norden flussaufwärts Upper Hutt (in der Karte gekennzeichnet als 3) und im Süden Lower Hutt (gekennzeichnet als 2). Wie der Te Awa Kairangi / Hutt River selbst ist auch das Tal benannt nach William Hutt, einem Direktor der New Zealand Company aus den frühen Kolonialzeiten.
Der Hutt-Fluss liegt ungefähr auf einer aktiven Verwerfungslinie, die sich auf der Nordinsel Neuseelands in einigen Vulkanen und auf der Südinsel in den neuseeländischen Alpen fortsetzt. Daher ist das Westufer des Flusses steil, während sich am Ostufer zwei große flache Überschwemmungsgebiete entwickelt haben. Das obere hiervon ist 15–22 km von der Mündung des Hutt-Flusses entfernt. Hier liegt Upper Hutt. Auf dem Gebiet der südlichen Fläche liegt Lower Hutt. Dazwischen durchschneidet der Fluss die Taita-Schlucht.
Petone, der Ortsteil Lower Hutts, der direkt an der Bucht von Wellington liegt, war erstes Siedlungsgebiet in der gesamten Region. Allerdings war diese Siedlung, gegründet von der Wellington Company, bald Opfer von Überschwemmungen, und so wurde der Ort Wellington dorthin verlegt, wo heute Thorndon, ein Ortsteil des heutigen Wellington liegt. Belassen wurde nur eine kleine Siedlung, die als Basis für eine geplante landwirtschaftliche Nutzung des Hutt Valley gedacht war. 
1846 fanden im Hutt Valley im Rahmen der Neuseelandkriege einige Kämpfe zwischen Māori und Regierungstruppen statt.
Auch im Hutt Valley wurden zahlreiche Szenen aus Herr der Ringe gedreht, beispielsweise die Schlacht um die Hornburg in Helms Klamm.
Koordinaten: 41° 9′ 56,5″ S, 174° 58′ 22,8″ O